# 比干庙
比干庙，為殷商宗室比干之廟，位于中国河南省卫辉市西北，1996年被列为第四批全国重点文物保护单位。
比干墓为周武王所封国神，北魏太和十八年建庙，唐太宗、宋仁宗、元仁宗都對比干廟進行了大規模的維修，现存建筑为明清时重建。
比干庙坐北朝南，前庙后墓，占地44000平方米，中轴线上依次有照壁、山门、二门、三门、享殿、日月坊、墓冢等建筑。享殿面阔五间，进深三间，歇山顶。墓冢直径50米，高6米，周围广植古柏。
比干庙是中国第一座墓、庙合一的建筑，被称为天下第一庙，比干墓又是第一座史有记载的坟丘式墓葬，故被称为天下第一墓，比干庙有據傳為孔子用剑刻的碑，上书有“殷比干莫”（「莫」字通「墓」）几个字，可能是孔子留在世上的唯一筆跡，又被称为天下第一碑。